# Otto III. von Rietberg
Otto III. von Rietberg († 16. Oktober 1308 in Poitiers) aus der Familie der Grafen von Rietberg war von 1301 bis 1306 Bischof von Münster. Er führte zahlreiche Fehden und wurde schließlich in einem vom Domkapitel Münster angestrengten Prozess vom Kölner Erzbischof abgesetzt.

## Herkunft und frühe Jahre
Otto war der zweite Sohn des Grafen Friedrich I. von Rietberg und seiner Frau Beatrix von Horstmar. Er war Schüler der Paderborner Domschule.
Seine Geschwister waren
- Konrad II. († 24. April 1313), Graf von Rietberg (1282–1313)
- Simon († nach 1336), Domherr in Osnabrück, Münster und Paderborn
- Friedrich II. († 25. Dezember 1322), verheiratet mit Poncelina von Dortmund
- Bernhard, erwähnt zwischen 1277 und 1282
- Beatrix († 1312/25), ab etwa 1270 verheiratet mit Graf Otto von Tecklenburg
- Adelheid († 1330/35), Äbtissin von St. Ägidii zu Münster

In Paderborn war er zur Zeit als sein gleichnamiger Onkel Otto von Rietberg dort Bischof war Domherr. Später war er Domkämmerer und seit spätestens 1296 Dompropst. Auch im Domkapitel Münster hatte er eine Präbende inne.

## Bischofswahl
Nachdem der Bischof von Münster Everhard von Diest gestorben war, versuchte Everhard von der Mark den bisherigen Abt von Werden Heinrich von Wildenburg als Nachfolger durchzusetzen. Dagegen hatte der Kölner Erzbischof Wigbold von Holte den Papst gebeten, sich die Besetzung des Postens zu reservieren. Als Kandidat schlug der Erzbischof Otto von Rietberg vor. Noch am Wahltag schloss Otto mit der Kölner Kirche ein Bündnis insbesondere gegen die Grafen von der Mark und ihre Verbündeten ab. Damit stärkte der Erzbischof auch seine Stellung im Kampf der Erzbischöfe von Köln, Trier und Mainz gegen König Albrecht I. Otto III. hat die ihm vom Domkapitel vorgelegte Wahlkapitulation beeidet. Danach bestätigte er unter anderem die Statuten des Domkapitels zu beachten und hohe Geistliche nur mit Zustimmung des Kapitels einzusetzen. Der Papst hat Otto bestätigt. An Ostern 1302 wurde er von Erzbischof Wikbold in Neuss zum Bischof geweiht.

## Fehden
In der Folge beherrschte das Bündnis mit Köln zunächst das Handeln Ottos. Später wandte er sich gegen den Erzbischof. Die Befestigung von Werne hing etwa damit zusammen, dass sich die Grafen von der Mark König Albrecht anschlossen. Graf Everhard von der Mark besiegte Otto in einem Gefecht südlich von Münster. Der Bischof musste sich zur Zahlung von 1000 Mark verpflichten. Da er diese Summe nicht hatte, verpfändete er das Amt Linne an den Grafen. Später wurde Linne gegen das Amt Rhynern getauscht. Auch weitere Besitzungen mussten wegen der Kriegskosten verpfändet werden. Zumindest in einem Fall weigerte sich das Domkapitel einen Vertrag mit zu besiegeln.
Otto geriet mit dem ebenfalls mit Köln verbündeten Edelherren Hermann II. von Lohn in Streit. Dabei verbündete der Bischof sich mit den Grafen von der Mark. Beide eroberten 1303 die Burgen Bredevoort und Lohn. Schließlich geriet der Edelherr in bischöfliche Gefangenschaft. Der Erzbischof machte sich auf, den Edelherren, der mit ihm verwandt war, zu befreien. Zu einem Kampf kam es nicht, da zuvor ein Waffenstillstand vereinbart wurde.
Lediglich Ludolf von Steinfurt kämpfte weiter gegen den Bischof. Dem Steinfurter schlossen sich der Domherr Otto von Bentheim und der münstersche Domthesaurar Wikbold von Lohn, ein Sohn Hermanns II. von Lohn, an. Beide wurden vom Bischof exkommuniziert und ihrer Ämter enthoben.
Der Waffenstillstand mit Köln dauerte nicht lang. Im Jahr 1304 warf der Erzbischof verschiedenen Fürsten unter ihnen auch Otto von Münster vor, die kölnische Burg Hovestadt an der Lippe zerstört zu haben. Auch seien sie in kölnisches Gebiet eingefallen. Die Bischöfe von Münster und Paderborn wurden vom Erzbischof suspendiert und die weltlichen Großen exkommuniziert. Der Konflikt endete, nachdem der Erzbischof gestorben war.
Finanziell hatte der Konflikt das Bistum stark belastet. Der Bischof musste eine Reihe von Besitzungen verkaufen. Bis zum Ende des Konflikts haben Gefolgsleute des Herrn von Steinfurt das Land ausgeplündert.
Der Konflikt um den gemeinsamen Besitz von Lohn und Bredevoort ließ das Bündnis mit den Grafen von der Mark zerbrechen. Die Münsterschen vertrieben die Märker aus den beiden Burgen. Graf Everhard nahm seinerseits die Burg Dülmen ein. Otto begann daraufhin mit dem Bau der Burg Rikesmolen an der Lippe. Diese wurde sogleich von den Märkern belagert. Im Jahr 1306 erfolgte der Friedensschluss. Der Bischof bekam Dülmen zurück, musste aber auf Bredevoort verzichten.
Die Könige waren zu schwach um den Landfrieden aufrechtzuerhalten und die Fehden zu unterbinden. Der kölnische Marschall von Westfalen Johann I. von Plettenberg schloss mit den Bischöfen von Münster und Paderborn einen regionalen Landfriedensbund, dem sich mehrere Städte anschlossen.

## Absetzung
Insbesondere im münsterschen Domkapitel nahm die Unzufriedenheit mit der Herrschaft des Bischofs immer mehr zu. Der Domdechant Lutbert von Langen, der Domküster Wikbold von Lohn, der Vizedominus Ekbert von Bentheim und andere verbündeten sich gegen Otto. Der Bischof antwortete unter anderem mit der Exkommunikation und entzog dem Domdechanten dessen Archidiakonate. Der Konflikt eskalierte weiter als der Bischof einen neuen Offizial nicht aus den Reihen des Domkapitels ernannte. Dieses ernannte seinerseits einen Gegenoffizial.
Die Forderung des Bischofs, dass die Domherren sofort die Priesterweihe zu nehmen hätten, führte unter den jungen Kanonikern zur Empörung und zum Anschluss an die antibischöflichen Kräfte. Der Bischof war bei aller Fehdebereitschaft bereit, die geistliche Zucht gerade auch im Domkapitel zu verbessern, was zur Verstärkung der Opposition führte.
Verschiedene Adelige und die Stadt Münster schlossen 1306 ein Bündnis zur Wahrung ihrer Rechte im Hochstift. Die Opposition im Domkapitel wurde durch mehrere Adelige unterstützt. Schließlich wurde ein Absetzungsverfahren gegen den Bischof beim Kölner Erzbischof in die Weg geleitet. Im Stift selbst schlossen sich weitere Ritter der Opposition an.
Der Prozess endete damit, dass der Erzbischof Otto von Rietberg allen seinen Ämtern entkleidete, die Untertanen vom Treueid entbanden und das Domkapitel aufforderte einen Nachfolger zu wählen. Dem Bischof blieb nichts anderes übrig als sich direkt an den Papst zu wenden und reiste nach Poitiers zu Clemens V. Der Papst sprach ihn frei, auch weil der Erzbischof nicht unvoreingenommen geurteilt habe. Die Wahl des neugewählten Bischofs Konrad wurde annulliert und das Wahlrecht des Domkapitels suspendiert. Bevor Otto jedoch versuchen konnte, sein Amt erneut anzutreten ist er in Poitiers verstorben. Nach seinem Tod kamen Gerüchte von einem Giftmord auf, aber diese lässt sich nicht verifizieren.